# Minuszeichen
| − ⁒                      | − ⁒                   |
| Mathematische Zeichen    | Mathematische Zeichen |
| Arithmetik               | Arithmetik            |
| ------------------------ | --------------------- |
| Pluszeichen              | +                     |
| Minuszeichen             | −, ⁒                  |
| Malzeichen               | ⋅, ×                  |
| Geteiltzeichen           | :, ÷, /               |
| Plusminuszeichen         | ±, ∓                  |
| Vergleichszeichen        | <, ≤, =, ≥, >         |
| Wurzelzeichen            | √                     |
| Prozentzeichen           | %                     |
| Analysis                 |                       |
| Summenzeichen            | Σ                     |
| Produktzeichen           | Π                     |
| Differenzzeichen, Nabla  | ∆, ∇                  |
| Prime                    | ′                     |
| Partielles Differential  | ∂                     |
| Integralzeichen          | ∫                     |
| Verkettungszeichen       | ∘                     |
| Unendlichzeichen         | ∞                     |
| Geometrie                |                       |
| Winkelzeichen            | ∠, ∡, ∢, ∟            |
| Senkrecht, Parallel      | ⊥, ∥                  |
| Dreieck, Viereck         | △, □                  |
| Durchmesserzeichen       | ⌀                     |
| Mengenlehre              |                       |
| Vereinigung, Schnitt     | ∪, ∩                  |
| Differenz, Komplement    | ∖, ∁                  |
| Elementzeichen           | ∈                     |
| Teilmenge, Obermenge     | ⊂, ⊆, ⊇, ⊃            |
| Leere Menge              | ∅                     |
| Logik                    |                       |
| Folgepfeil               | ⇒, ⇔, ⇐               |
| Allquantor               | ∀                     |
| Existenzquantor          | ∃                     |
| Konjunktion, Disjunktion | ∧, ∨                  |
| Negationszeichen         | ¬                     |

Das Minuszeichen (−) wird als mathematischer Operator für die Subtraktion oder als Vorzeichen (unäres Minus) für einen Fehlbetrag bzw. allgemein für negative Zahlen oder Größen verwendet. Im kaufmännischen Bereich wird stattdessen auch das Zeichen ⁒ (oder die Zeichenfolge ./.) benutzt.

## Geschichte und Entstehung
Noch im 15. Jahrhundert war es üblich, die Wörter „plus“ und „minus“ auszuschreiben. In italienischen und französischen Schriften wurde dabei häufig nur der Buchstabe „m“ ausgeschrieben und mit einem waagerechten Strich versehen, um das Symbol besser zu kennzeichnen. Dieser Querstrich über dem „m“ ist eine Erklärung für die Entstehung des heutigen Minuszeichens.
Das erste Minuszeichen im Druck erschien im Werk Mercantile Arithmetic oder Behende und hüpsche Rechenung auff allen Kauffmanschafft von Johannes Widmann, erschienen 1489 in Leipzig. Handschriftlich wurde das Minuszeichen jedoch schon vorher verwendet. Die frühesten Quellen sind Aufzeichnungen von Widmann aus dem Jahre 1481 und eine deutsche Algebra aus demselben Jahr. Mit Beginn des 16. Jahrhunderts verbreitete sich das Minuszeichen mehr und mehr in Deutschland und Europa. Nach und nach ersetzte es alle anderen Schreibweisen für die Subtraktion.

## Verwendung
Das Minuszeichen wird in der Mathematik und in Programmiersprachen in einer Reihe von Rollen verwendet:
- als binäres Minuszeichen für den Operator für die Subtraktion zweier Zahlen (Variable wie Konstanten), zum Beispiel

{\displaystyle 36-5=31}
- als unäres Minuszeichen für die Bildung der (additiven) Gegenzahl, zum Beispiel

{\displaystyle -({-x})=x}
- als Vorzeichen einer negativen Zahl (Literal), zum Beispiel

{\displaystyle -6{,}25}
Diese Notationsvarianten werden nicht nur bei Zahlmengen, sondern allgemein auch bei additiv geschriebenen Gruppen eingesetzt und so beispielsweise auf Vektoren, Matrizen und andere mathematische Objekte angewandt.

## Typografie und Aussehen
Das Minuszeichen wird als kurzer waagerechter Strich auf etwa halber Schrifthöhe dargestellt (nur in speziellen kaufmännischen Zusammenhängen, in denen es als „abzüglich“ gelesen werden kann, kann es als kaufmännisches Minuszeichen ./. oder ⁒ dargestellt werden). Das Zeichen ist durch seine Funktion und nicht durch sein exaktes Aussehen definiert und so auch in der DIN 5008 beschrieben. Dort sind für das Minuszeichen zwei mögliche Eingabezeichen gelistet: der Minusstrich und der Kurzstrich.
- Der Minusstrich ist als typografisch korrektes Minuszeichen (−) in Textwerken vorzuziehen.[2] Er ist typografisch identisch mit dem waagerechten Strich des Pluszeichens (+) und ist somit gleich lang wie dieser und auch wie die beiden parallelen Striche des Gleichheitszeichens (=). Diese Länge entspricht in gängigen Schriftarten der Breite der Ziffern 0–9.

- Der Kurzstrich ist das seit Schreibmaschinen-Zeiten als Universal-Strich zur Darstellung des Minuszeichens, Bindestrichs, Gedankenstrichs und anderer Strichzeichen etablierte „Bindestrich-Minus“ (fachsprachlich auch „Mittestrich“ genannt). Dieser Strich findet sich auf praktisch allen Tastaturen (auch im Ziffernblock, sofern ein solcher vorhanden ist), häufig als einziger waagerechter Strich neben dem tiefer liegenden Unterstrich. Er ist in der Regel kürzer und zumeist dicker sowie häufig tieferliegend als der Minusstrich (abhängig von der Schriftart). In Programmiersprachen, Tabellenkalkulation u. ä. ist in der Regel nur dieses Zeichen als Minuszeichen verwendbar.

Die Programmiersprache APL verwendet abweichend den „overbar“ (darstellbar als U+00AF macron) als Minuszeichen, beispielsweise in {\displaystyle {}^{-}6.25}.

## Darstellung in Computersystemen

### Kodierung
Das Minuszeichen wird folgendermaßen definiert und kodiert:
| Zeichen | Unicode Position | Unicode Name          | Bezeichnung                                                                | HTML hexadezimal | HTML dezimal | HTML benannt | LaTeX  | Unicode-Block            |
| ------- | ---------------- | --------------------- | -------------------------------------------------------------------------- | ---------------- | ------------ | ------------ | ------ | ------------------------ |
| -       | U+002D           | hyphen-minus          | Minus (Vorzeichen und Subtraktion in so gut wie allen Programmiersprachen) | &#x2D;           | &#45;        | —            | —      | Basis-Lateinisch         |
| −       | U+2212           | minus sign            | Minusstrich                                                                | &#x2212;         | &#8722;      | &minus;      | \minus | Mathematische Operatoren |
| ⁒       | U+2052           | commercial minus sign | kaufmännisches Minuszeichen                                                | &#x2052;         | &#8274;      | —            | —      | Allgemeine Interpunktion |

Der ASCII-Zeichensatz (er wurde 1963 verabschiedet) kennt an der Stelle 45 das Zeichen −, das bis Anfang der 1990er Jahre das Aussehen des Minuszeichens und die Breite des Pluszeichens hatte. Es wurde nicht zwischen Minus-Zeichen und Bindestrich-Minus unterschieden. Mit dem Aufkommen von Textverarbeitungsprogrammen für den PC (z. B. Wordstar für CP/M) wurde lange Zeit folgende Kodierung verwendet:
| Zeichen  | Bedeutung                                                                                       |
| -------- | ----------------------------------------------------------------------------------------------- |
| 20 (hex) | Vom Anwender eingegebenes Leerzeichen                                                           |
| 2D (hex) | Vom Anwender eingegebenes Minuszeichen/Bindestrich. Beide sahen identisch aus.                  |
| A0 (hex) | Vom Computer (z. B. für Blocksatz) eingefügte Leerzeichen, die er auch wieder entfernen durfte. |
| AD (hex) | Soft-Hyphen (Bindestriche, die nur am Ende der Zeile angezeigt werden)                          |

Fast alle modernen Computer verwenden den im Jahr 1991 eingeführten Unicode-Standard und können die verschiedenen Striche zeigenden Zeichen differenzieren.
Dabei fand auch der Bedeutungswechsel des Zeichens 45 vom Minus zum Soft-Hyphen statt, obwohl in Programmiersprachen dieses Zeichen weiterhin die Bedeutung des Minuszeichens hat. Dies führt dazu, dass in Quelltext Plus und Minus unterschiedliche Breiten und unterschiedlichen Abstand zur Basislinie haben:  sum = (a+b)*(a-b); c +- d;

### Tastatur
Auf Tastaturen mit der Belegung E1 gemäß der deutschen Norm DIN 2137 wird der Minusstrich mit der Tastenkombination Alt Gr+# eingegeben. Mit der Belegung T2 gemäß der älteren Normfassung DIN 2137:2012-06 wird er mit der Tastenfolge Alt Gr+ä (Querstrichakzent) gefolgt von Leertaste eingegeben.
Die Sprach- und Eingabe-Voreinstellungen der meisten Betriebssysteme bieten jedoch keine Möglichkeit der direkten Eingabe des Minusstrichs als typographisch korrektem Minuszeichens über die Tastatur; deren Standard-Tastaturbelegungen enthalten lediglich den Kurzstrich (das „Bindestrich-Minus“), Moderne Computersysteme und -schriften basieren jedoch meist auf Unicode, sodass der Minusstrich auf diesen korrekt dargestellt, verarbeitet und übertragen werden kann, ohne dass eine Ersetzung aus technischen Gründen nötig wäre. Auch wenn die verwendete Tastatur den Minusstrich normalerweise nicht aufweist, kann es dennoch meist über eine entsprechende Funktion des Betriebssystems oder des jeweiligen Texteditors eingefügt werden.

### Varianten des Minuszeichens
| Zeichen | Aus- sehen      | Unicode Position | Unicode (Codepunkt und Bezeichnung) | Beschreibung                             | Unicode-Block                        | LaTeX-Notation in math-Umgebung |
| ------- | --------------- | ---------------- | ----------------------------------- | ---------------------------------------- | ------------------------------------ | ------------------------------- |
| -       | A---B           | U+002D           | hyphen-minus                        | Kurzstrich (Bindestrich-Minus)           | Basis-Lateinisch                     | -                               |
| ˗       | A˗˗˗B           | U+02D7           | modifier letter minus sign          | Modifizierendes Minuszeichen             | Spacing Modifier Letters             |                                 |
| ◌̠       | A◌̠◌̠◌̠B           | U+0320           | combining minus sign below          | Kombinierendes Unter-Minuszeichen        | Kombinierende diakritische Zeichen   |                                 |
| ⁒       | A⁒⁒⁒B           | U+2052           | commercial minus sign               | Kaufmännisches Minuszeichen              | Allgemeine Interpunktion             |                                 |
| ⁻       | A⁻⁻⁻B           | U+207B           | superscript minus sign              | Hochgestelltes Minuszeichen              | Hoch- und tiefgestellte Zeichen      |                                 |
| ₋       | A₋₋₋B           | U+208B           | subscript minus sign                | Tiefgestelltes Minuszeichen              | Hoch- und tiefgestellte Zeichen      |                                 |
| −       | A−−−B           | U+2212           | minus sign                          | Minusstrich                              | Mathematische Operatoren             | \minus                          |
| ∖       | A∖∖∖B           | U+2216           | set minus                           | Differenzmengenzeichen                   | Mathematische Operatoren             | \setminus                       |
| ➖︎ ➖️   | A➖︎➖︎B 🅰️➖️➖️🅱️ | U+2796           | heavy minus sign                    | Fetter Minusstrich (als Emoji verfügbar) | Dingbats                             |                                 |
| ⧿       | A⧿⧿⧿B           | U+29FF           | miny                                | Miny (Kombinatorische Spieltheorie)      | Verschiedene mathematische Symbole-B |                                 |
| ﹣      | A﹣B            | U+FE63           | small hyphen-minus                  | Kleines Bindestrich-Minus                | Kleine Formvarianten                 |                                 |
| －      | A－B            | U+FF0D           | fullwidth hyphen-minus              | Vollbreites Bindestrich-Minus            | Halbbreite und vollbreite Formen     |                                 |

### Ähnliche Zeichen
Unicode enthält zahlreiche Zeichen, deren Grundgestalt ein waagerechter Strich ist. Die folgende Tabelle listet solche Zeichen,
- die nicht schon in der obigen Tabelle „Varianten des Minuszeichens“ gelistet sind,
- die kein kombinierendes Zeichen wie z. B. das (eigentliche, nicht freistehende) Makron sind,
- und die nicht einem spezifischen Schriftsystem angehören;
- sowie nicht die horizontalen Rasterlinien für 9-Pixel-Bildschirmgrafik (U+23BA horizontal scan line-1 ff.).

| Zeichen | dto. 2× nach „I“ | Unicode Position | Unicode Name                  | Bezeichnung                           | Unicode-Block                   | LaTeX                    |
| ------- | ---------------- | ---------------- | ----------------------------- | ------------------------------------- | ------------------------------- | ------------------------ |
| _       | I_               | U+005F           | low line                      | Unterstrich                           | Basis-Lateinisch                | \_                       |
|         |                  |                  | soft hyphen                   | Bedingter Trennstrich                 | Lateinisch-1, Ergänzung         |                          |
| ¯       | I¯¯              | U+00AF           | macron                        | Oberstrich                            | Lateinisch-1, Ergänzung         | \textasciimacron         |
| ˉ       | Iˉˉ              | U+02C9           | modifier letter macron        | Freistehendes Makron                  | Spacing Modifier Letters        |                          |
| ˍ       | Iˍˍ              | U+02CD           | modifier letter low macron    | Freistehendes Makron unten            | Spacing Modifier Letters        |                          |
| ‐       | I‐‐              | U+2010           | hyphen                        | Bindestrich/Divis                     | Allgemeine Interpunktion        |                          |
| ‑       | I‑‑              | U+2011           | non-breaking hyphen           | Geschützter Bindestrich               | Allgemeine Interpunktion        |                          |
| ‒       | I‒‒              | U+2012           | figure dash                   | ziffernbreiter Strich                 | Allgemeine Interpunktion        |                          |
| –       | I––              | U+2013           | en dash                       | Langstrich (Halbgeviertstrich)        | Allgemeine Interpunktion        | \textendash              |
|         |                  |                  |                               | Zweidrittelgeviertstrich              | (nicht in Unicode)              | \texttwelveudash         |
|         |                  |                  |                               | Dreiviertelgeviertstrich              | (nicht in Unicode)              | \textthreequartersemdash |
| —       | I——              | U+2014           | em dash                       | Extralangstrich (Geviertstrich) (A)   | Allgemeine Interpunktion        | \textemdash              |
| ―       | I――              | U+2015           | horizontal bar                | Spiegelstrich (A) (B)                 | Allgemeine Interpunktion        |                          |
| ‾       | I‾‾              | U+203E           | overline                      | Überstrich                            | Allgemeine Interpunktion        |                          |
| ⁃       | I⁃⁃              | U+2043           | hyphen bullet                 | Kurzstrichförmiges Aufzählungszeichen | Allgemeine Interpunktion        |                          |
| ⎯       | I⎯⎯              | U+23AF           | horizontal line extension     | Erweiterung einer Querlinie (C)       | Verschiedene technische Zeichen |                          |
| ⏤       | I⏤⏤              | U+23E4           | straightness                  | Geradheit                             | Verschiedene technische Zeichen |                          |
| ─       | I──              | U+2500           | box drawings light horizontal | Element dünn links-rechts (C)         | Rahmenzeichnung                 |                          |
| ━       | I━━              | U+2501           | box drawings heavy horizontal | Element dick links-rechts (C)         | Rahmenzeichnung                 |                          |
| ⸺       | I⸺⸺              | U+2E3A           | two-em dash                   | Doppelgeviertstrich                   | Zusätzliche Interpunktion       |                          |
| ⸻       | I⸻⸻              | U+2E3B           | three-em dash                 | Dreifachgeviertstrich                 | Zusätzliche Interpunktion       |                          |
| 𐆑       | I𐆑               | U+10191          | roman uncia sign              | Römisches Uncia-Zeichen               | Alte Symbole                    |                          |

(A) Eine Folge mehrerer dieser Striche kann bedingt durch den in der Glyphe deklarierten Seitenabstand Lücken enthalten.
(B) Dieses Zeichen gleicht im Regelfall in Länge, Form und Höhenlage einem Geviertstrich und unterscheidet sich von diesem nur durch seine Zeilenumbruch-Eigenschaften.
(C) Eine Folge mehrerer dieser Striche ergibt eine durchgehende horizontale Linie ohne Lücken.

### Zeichen mit Minuszeichen als Bestandteil
Unicode enthält zahlreiche Zeichen mit einem waagerechten Strich als Bestandteil, der ein Minuszeichen darstellt oder von diesem abgeleitet ist. Zumeist sind dies mathematische Zeichen.
Die folgende Tabelle zeigt eine Auswahl.
| Zeichen | Unicode Position | Unicode Name       | Bezeichnung                | Unicode-Block            | LaTeX               |
| ------- | ---------------- | ------------------ | -------------------------- | ------------------------ | ------------------- |
| ±       | U+00B1           | plus-minus sign    | Plusminuszeichen           | Lateinisch-1, Ergänzung  | \pm                 |
| ∓       | U+2213           | minus-or-plus sign | Minuspluszeichen           | Mathematische Operatoren | \mp                 |
| ∸       | U+2238           | dot minus          | Minuszeichen mit Punkt     | Mathematische Operatoren | \dotminus           |
| ⊖       | U+2296           | circled minus sign | Eingekreistes Minuszeichen | Mathematische Operatoren | \ominus, \varominus |
| ⊟       | U+229F           | squared minus sign | Eingerahmtes Minuszeichen  | Mathematische Operatoren | \boxminus           |